# RETScreen
RETScreen softver za upravljanje projektima iz oblasti čiste energije (obično se koristi skraćenica RETScreen) je softverski paket koji je razvila Vlada Kanade. Program RETScreen Expert je predstavljen 2016. godine na ministarskoj konferenciji o čistoj energiji (Clean Energy Ministerial) održanoj u San Francisku. Softver je dostupan na 36 jezika, uključujući i srpski.
RETScreen Expert predstavlja trenutnu verziju softvera, a objavljen je 19. septembra 2016. Softver omogućava sveobuhvatnu identifikaciju, procenu i optimizaciju tehničke i finansijske održivosti potencijalnih projekata iz oblasti obnovljive energije i energetske efikasnosti, kao i merenje i verifikaciju stvarnih performansi objekata i identifikaciju mogućnosti za uštedu/proizvodnju energije. „Režim vizuelnog pregleda” u programu RETScreen Expert je besplatan i omogućava pristup svim funkcionalnostima softvera. Međutim, za razliku od prethodnih verzija programa RETScreen, novi „profesionalni režim” (koji omogućava korisnicima da snimaju, štampaju, itd.) sada je dostupan samo uz godišnju pretplatu.
RETScreen Suite, koji sadrži RETScreen 4 i RETScreen Plus, predstavlja prethodnu verziju softvera RETScreen. RETScreen Suite obuhvata kogeneraciju i mogućnosti analize odvojenih (off-grid) sistema.
Za razliku od verzije RETScreen Suite, RETScreen Expert čini jedna integrisana softverska platforma, koja koristi detaljne i sveobuhvatne arhetipove za procenu projekata, a sadrži i mogućnost za analizu portfolija. RETScreen Expert sadrži brojne baze podataka za podršku korisnicima, uključujući globalnu bazu podataka o klimatskim uslovima prikupljenim iz 6.700 zemaljskih stanica i satelita kompanije NASA, referentnu bazu podataka, troškovnu bazu podataka, hidrološku bazu podataka i bazu podataka proizvoda. Softver sadrži opširni integrisani materijal za obuku, kao i elektronski udžbenik.

## Istorija
Prva verzija programa RETScreen objavljena je 30. aprila 1998. Kanadski ministar za zaštitu životne sredine je 11. decembra 2007. na Baliju u Indoneziji lansirao verziju 4 programa RETScreen. RETScreen Plus je objavljen 2011. godine. RETScreen Suite (koji sadrži RETScreen 4 i RETScreen Plus sa brojnim dodatnim ažuriranjima) objavljen je 2012. godine, dok je RETScreen Expert ugledao svetlost dana 19. septembra 2016. godine.

## Zahtevi programa
Za pokretanja programa potreban je operativni sistem Microsoft Windows 7 SP1, Windows 8.1 ili Windows 10, kao i aplikacija Microsoft .NET Framework 4.7 ili novija. Program može da radi na računarima kompanije Apple Macintosh pomoću aplikacija Parallels ili VirtualBox za Macintosh.

## Partneri
Centar za istraživanje prirodnih resursa Kanade, CanmetENERGY iz Varenna, koji predstavlja odeljenje kanadske vlade, rukovodi projektom RETScreen i obezbeđuje mu stalnu finansijsku podršku. Glavni tim koordinira saradnjom sa brojnim stranim vladama i multilateralnim orgnizacijama, uz tehničku podršku široke mreže eksperata iz struke, vlade i akademskih krugova. Glavni partneri su istraživački centar Lengli (Langley Research Center) Državne uprave za aeronautiku i svemir (NASA), Udruženje za obnovljivu energiju i energetsku efikasnost (Renewable Energy and Energy Efficiency Partnership – REEEP), Nezavisni operater električnih sistema iz Ontarija (Independent Electricity System Operator – IESO), Energetska jedinica odeljenja za tehnologiju, industriju i ekonomiju Programa UN za zaštitu životne sredine (UNEP), Fond za globalnu zaštitu životne sredine (Global Environment Facility – GEF), Fond za prikupljanje sredstava za smanjenje emisije (Prototype Carbon Fund – PCF) Svetske banke (World Bank), i Inicijativa za održivu energiju Univerziteta Jork (York University).

## Primeri upotrebe
Završno sa februarom 2018, softver RETScreen je imao više od 575.000 korisnika u svim zemljama i teritorijama.
Nezavisnom studijom uticaja procenjeno je da je do 2013. godine upotreba softvera RETScreen omogućila, širom sveta, uštedu od preko osam milijardi dolara na transakcijskim troškovima korisnika, smanjenje emisije gasova staklene bašte za 20 MT godišnje, a instalirano je najmanje 24 GW kapaciteta čiste energije.
RETScreen se najčešće koristi za lakše kreiranje i sprovođenje projekata čiste energije. Na primer, RETScreen je korišćen:
- za rekonstrukciju zgrade Empire State (Empire State Building) u pogledu sprovođenja energetski efikasnih mera[22]
- u proizvodnim objektima kompanije 3M Canada[23]
- veoma često u irskoj vetroindustriji za analizu potencijalnih novih projekata[24]
- za nadgledanje učinka stotina škola u Ontariju[25]
- za proveru projektnih aplikacija programa kombinovanja toplote i snage (bioenergetska optimizacija) kompanije Manitoba Hydro[26][27]
- za upravljanje energijom na kampusima na univerzitetu i koledžu[28]
- za višegodišnju procenu i evaluaciju fotonaponskog učinka u Torontu, Kanada[29][30]
- za analizu solarnog grejanja u objektima Vazdušnih snaga SAD[31]
- za opštinske objekte, uključujući identifikovanje mogućnosti za energetske modifikacije u različitim opštinama Ontarija.[32][33]

Opširna zbirka članaka sa detaljno obrađenim načinom upotrebe programa RETScreen u različitim kontekstima dostupna je na LinkedIn nalogu RETScreen.
RETScreen se takođe koristi kao nastavno sredstvo i alatka za istraživanje na više od 1100 univerziteta i koledža širom sveta, a često se navodi u akademskoj literaturi. Primeri upotrebe programa RETScreen u akademskim radovima mogu se naći u odeljcima Publikacije i izveštaji (Publications and Reports) i Kursevi za univerzitet i koledže (University and College Courses) biltena RETScreen koji je dostupan u okviru Korisničkog uputstva preuzetog softvera.
Upotreba programa RETScreen je obavezna ili se preporučuje programima za podsticanje korišćenja čiste energije na svim parlamentarnim nivoima država širom sveta, uključujući UNFCCC i EU; Kanadu, Novi Zeland i UK; brojne američke države i kanadske provincije; gradove i opštine; kao i objekte. Nacionalne i regionalne obuke za upotrebu programa RETScreen održane su na zvanični zahtev vlada Čilea, Saudijske Arabije i 15 zemalja Zapadne i Centralne Afrike, kao i na zahtev Latinoameričke organizacije za energiju (Latin American Energy Organization – OLADE).

## Nagrade i priznanja
Tokom 2010, RETScreen International je nagrađen Priznanjem za izuzetnost u oblasti javne službe (Public Service Award of Excellence), a to je najviše priznanje koje kanadska vlada dodeljuje svojim civilnim službenicima.
RETScreen i RETScreen tim su nominovani za brojne nagrade, a mnoge su i osvojili, uključujući Nagradu za globalnu obnovljivu energiju Ernst i Jang/Euromani (Ernst & Young/Euromoney Global Renewable Energy Award), Energetski globus (Energy Globe) (nacionalna nagrada za Kanadu) i Priznanje GTEC u oblasti upotrebe tehnologije u državnoj upravi (GTEC Distinction Award Medal).

## Recenzije
Međunarodna agencija za energetiku (International Energy Agency) u svojoj recenziji beta izdanja softvera, opisuje ga rečima: „veoma impresivno”. Evropska agencija za životnu sredinu (European Environment Agency) tvrdi da je RETScreen „izuzetno korisna alatka”." RETScreen je nazvan i „jednim od malobrojnih dostupnih softvera, a daleko najboljim, za ekonomsku procenu instalacije obnovljivih izvora energije” i „alatkom za poboljšanje... tržišne koherentnosti” u pogledu čiste energije širom sveta.

## Spoljašnje veze
- RETScreen International
- RETScreen Expert - Benchmark Analysis (video)
- RETScreen Expert - Feasibility Analysis (video)
- RETScreen Expert - Performance Analysis (video)
- RETScreen Expert - Portfolio Analysis (video)
- RETScreen Clean Energy Bulletin
- "What is RETScreen?"